# Radomyśl Wielki
Radomyśl Wielki est une ville de Pologne, située dans le sud-est du pays, dans la voïvodie des Basses-Carpates. Elle est le chef-lieu de la gmina de Radomyśl Wielki, dans le powiat de Mielec.